# Grande Prêmio do Japão de 2014
O Grande Prêmio do Japão de 2014 (formalmente 2014 Formula 1 Japanese Grand Prix) foi uma corrida de Fórmula 1 disputada em 5 de outubro de 2014 no Circuito de Suzuka, Suzuka, Japão. Foi a 15ª etapa da temporada de 2014.
A corrida foi encerrada prematuramente, com 44 das 53 voltas concluídas, devido a um acidente envolvendo o piloto Jules Bianchi, da Marussia. O francês colidiu com uma grua que removia o carro do alemão Adrian Sutil, da Sauber, provocando a entrada do carro de segurança e, posteriormente, uma bandeira vermelha que interrompeu a corrida. O inglês Lewis Hamilton, da Mercedes, venceu a corrida. Completaram o pódio os alemães Nico Rosberg, da Mercedes, e Sebastian Vettel, da Red Bull.
Bianchi, que em virtude do acidente e consequentemente do diagnóstico de lesão axonal difusa, ficou hospitalizado em estado vegetativo deste então, e viria a falecer no ano seguinte, em 17 de julho de 2015, tornando-se o primeiro piloto a morrer na Fórmula 1 desde Ayrton Senna, em 1994.

## Pneus
- Commons

| nome do composto | Cor       | Cor | Banda de rolamento | Condições de condução         | Dry Type*    | Aderência       | Longevidade  |
| ---------------- | --------- | --- | ------------------ | ----------------------------- | ------------ | --------------- | ------------ |
| Médio            | Branco    |     | Slick              | Seco                          | Prime/Option | Médio           | Médio        |
| Duro             | Laranja** |     | Slick              | Seco                          | Prime        | Menos aderência | Mais durável |
| Intermediário    | Verde     |     | Sulcos             | Molhado (água não estagnante) | x            | x               | x            |
| Chuva            | Azul      |     | Sulcos             | Molhado (água estagnante)     | x            | x               | x            |

## Resultados

### Treino Classificatório
| Pos.                     | Nu. | Piloto            | Construtor           | Q1       | Q2       | Q3       | Grid |
| ------------------------ | --- | ----------------- | -------------------- | -------- | -------- | -------- | ---- |
| 1                        | 6   | Nico Rosberg      | Mercedes             | 1:33.671 | 1:32.950 | 1:32.506 | 1    |
| 2                        | 44  | Lewis Hamilton    | Mercedes             | 1:33.611 | 1:32.982 | 1:32.703 | 2    |
| 3                        | 77  | Valtteri Bottas   | Williams-Mercedes    | 1:34.301 | 1:33.443 | 1:33.128 | 3    |
| 4                        | 19  | Felipe Massa      | Williams-Mercedes    | 1:34.483 | 1:33.551 | 1:33.527 | 4    |
| 5                        | 14  | Fernando Alonso   | Ferrari              | 1:34.497 | 1:33.675 | 1:33.740 | 5    |
| 6                        | 3   | Daniel Ricciardo  | Red Bull-Renault     | 1:35.593 | 1:34.466 | 1:34.075 | 6    |
| 7                        | 20  | Kevin Magnussen   | McLaren-Mercedes     | 1:34.930 | 1:34.229 | 1:34.242 | 7    |
| 8                        | 22  | Jenson Button     | McLaren-Mercedes     | 1:35.150 | 1:34.648 | 1:34.317 | 8    |
| 9                        | 1   | Sebastian Vettel  | Red Bull-Renault     | 1:35.517 | 1:34.784 | 1:34.432 | 9    |
| 10                       | 7   | Kimi Räikkönen    | Ferrari              | 1:34.984 | 1:34.771 | 1:34.548 | 10   |
| 11                       | 25  | Jean-Éric Vergne  | Toro Rosso-Renault   | 1:35.155 | 1:34.984 |          | 201  |
| 12                       | 11  | Sergio Pérez      | Force India-Mercedes | 1:35.439 | 1:35.089 |          | 11   |
| 13                       | 26  | Daniil Kvyat      | Toro Rosso-Renault   | 1:35.210 | 1:35.092 |          | 12   |
| 14                       | 27  | Nico Hülkenberg   | Force India-Mercedes | 1:35.000 | 1:35.099 |          | 13   |
| 15                       | 99  | Adrian Sutil      | Sauber-Ferrari       | 1:35.736 | 1:35.364 |          | 14   |
| 16                       | 21  | Esteban Gutiérrez | Sauber-Ferrari       | 1:35.308 | 1:35.681 |          | 15   |
| 17                       | 13  | Pastor Maldonado  | Lotus-Renault        | 1:35.917 |          |          | 222  |
| 18                       | 8   | Romain Grosjean   | Lotus-Renault        | 1:35.984 |          |          | 16   |
| 19                       | 9   | Marcus Ericsson   | Caterham-Renault     | 1:36.813 |          |          | 17   |
| 20                       | 17  | Jules Bianchi     | Marussia-Ferrari     | 1:36.943 |          |          | 18   |
| 21                       | 10  | Kamui Kobayashi   | Caterham-Renault     | 1:37.015 |          |          | 19   |
| 22                       | 4   | Max Chilton       | Marussia-Ferrari     | 1:37.481 |          |          | 21   |
| Tempo dos 107%: 1:40.163 |     |                   |                      |          |          |          |      |
| Fonte:                   |     |                   |                      |          |          |          |      |

Notas
- ↑1  – Jean-Éric Vergne perdeu dez posições na largada por ultrapassar o limite de cinco motores para a temporada.

- ↑2  – Pastor Maldonado perdeu dez posições na largada por ultrapassar o limite de cinco motores para a temporada.

### Corrida
| Pos.   | Nu. | Piloto            | Construtor           | Voltas' | Tempo/Retirado | Grid | Pts. |
| ------ | --- | ----------------- | -------------------- | ------- | -------------- | ---- | ---- |
| 1      | 44  | Lewis Hamilton    | Mercedes             | 44      | 1:51:43.021    | 2    | 25   |
| 2      | 6   | Nico Rosberg      | Mercedes             | 44      | +9.100         | 1    | 18   |
| 3      | 1   | Sebastian Vettel  | Red Bull-Renault     | 44      | +29.100        | 9    | 15   |
| 4      | 3   | Daniel Ricciardo  | Red Bull-Renault     | 44      | +38.800        | 6    | 12   |
| 5      | 22  | Jenson Button     | McLaren-Mercedes     | 44      | +1:07.500      | 8    | 10   |
| 6      | 77  | Valtteri Bottas   | Williams-Mercedes    | 44      | +1:53.700      | 3    | 8    |
| 7      | 19  | Felipe Massa      | Williams-Mercedes    | 44      | +1:55.100      | 4    | 6    |
| 8      | 27  | Nico Hülkenberg   | Force India-Mercedes | 44      | +1:55.900      | 13   | 4    |
| 9      | 25  | Jean-Éric Vergne  | Toro Rosso-Renault   | 44      | +2:07.600      | 20   | 2    |
| 10     | 11  | Sergio Pérez      | Force India-Mercedes | 43      | +1 volta       | 11   | 1    |
| 11     | 26  | Daniil Kvyat      | Toro Rosso-Renault   | 43      | +1 volta       | 12   |      |
| 12     | 7   | Kimi Räikkönen    | Ferrari              | 43      | +1 volta       | 10   |      |
| 13     | 21  | Esteban Gutiérrez | Sauber-Ferrari       | 43      | +1 volta       | 15   |      |
| 14     | 20  | Kevin Magnussen   | McLaren-Mercedes     | 43      | +1 volta       | 7    |      |
| 15     | 8   | Romain Grosjean   | Lotus-Renault        | 43      | +1 volta       | 16   |      |
| 16     | 13  | Pastor Maldonado  | Lotus-Renault        | 43      | +1 volta       | 22   |      |
| 17     | 9   | Marcus Ericsson   | Caterham-Renault     | 43      | +1 volta       | 17   |      |
| 18     | 4   | Max Chilton       | Marussia-Ferrari     | 43      | +1 volta       | 20   |      |
| 19     | 10  | Kamui Kobayashi   | Caterham-Renault     | 43      | +1 volta       | 19   |      |
| 20     | 17  | Jules Bianchi     | Marussia-Ferrari     | 41      | Acidente Fatal | 18   |      |
| 21     | 99  | Adrian Sutil      | Sauber-Ferrari       | 40      | Acidente       | 14   |      |
| Ret    | 14  | Fernando Alonso   | Ferrari              | 2       | Falha Elétrica | 5    |      |
| Fonte: |     |                   |                      |         |                |      |      |

## Tabela do campeonato após a corrida
Somente as cinco primeiras posições estão incluídas nas tabelas.
| Pos | Piloto           | Pontos | Var |
| --- | ---------------- | ------ | --- |
| 1   | Lewis Hamilton   | 266    | 0   |
| 2   | Nico Rosberg     | 256    | 0   |
| 3   | Daniel Ricciardo | 193    | 0   |
| 4   | Sebastian Vettel | 139    | 1   |
| 5   | Fernando Alonso  | 133    | 1   |

| Pos | Construtor           | Pontos | Var |
| --- | -------------------- | ------ | --- |
| 1   | Mercedes             | 522    | 0   |
| 2   | Red Bull-Renault     | 332    | 0   |
| 3   | Williams-Mercedes    | 201    | 0   |
| 4   | Ferrari              | 178    | 0   |
| 5   | Force India-Mercedes | 122    | 0   |